# Баран Тарас Михайлович
Тара́с Миха́йлович Бара́н (нар. 5 серпня 1959 — січень 2018) — українсткий цимбаліст, Ваґнерівський стипендіат, лауреат премії «Інтер-Ліра» (Угорщина), заслужений діяч мистецтв України, кандидат мистецтвознавства (Doctor of Philosophy, music art), професор кафедри народних інструментів, Народний артист України, автор монографії у чотирьох мовах «Світ цимбалів» та багатьох науково-методичних праць, багаторазовий член журі та президій Міжнародних конкурсів, фестивалів та світових асоціацій, організатор і натхненник 6-го Світового науково-практичного конґресу цимбалістів, син Михайла Барана.

## Біографія
Баран Тарас Михайлович — народився 5 серпня 1959 році в м. Львів, українець. Закінчив Львівську державну консерваторію ім. М. В. Лисенка 1982 р. за спеціальністю: концертний виконавець, педагог, диригент. Кандидат мистецтвознавства, доцент, професор, заслужений діяч мистецтв України, народний артист України професор кафедр народних інструментів та музичної фольклористики Львівської національної музичної академії імені М. В. Лисенка.
Тарас Михайлович творчу кар'єру розпочав у 5-річному віці виступом по «Інтербаченню» на країни соціалістичної співдружності. Учнем музичного училища завоював звання Лауреата Республіканського конкурсу. В наступному році здобув звання Лауреата Всесоюзного конкурсу. Як виконавець на народних інструментах (цимбали, бандура, сопілка, джоломіґа, кувиця, свиріль…), представляв Україну на XII Всесвітньому фестивалі молоді та студентів у м. Москві. Багато гастролює в Австрії, Франції, Швеції, Кореї, ФРН, Чехословаччині, Греції, Угорщині, Бельгії, Югославії… Значними є здобутки його у формуванні репертуару ансамблю. Підсумком його праці соліста, диригента та музичного керівника Заслуженого ансамблю танцю України «Юність» було присвоєння Тарасу Барану почесного звання «Заслужений діяч мистецтв України». Паралельно гастролює у складі сімейного тріо бандуристів «Жайвори» разом з батьком Михайлом та братом Орестом.

## Творча діяльність
Тарас Баран представляв Україну в більш ніж 30 країнах світу, де пропагував українське музичне мистецтво. Він багаторазовий учасник репрезентативних виступів на найвищому міждержавному рівні: сольний концерт у Мюнхенській філармонії (Ґастайґ) в рамках ІІІ-го Міжнародного фестивалю цимбалістів у присутності найвизначніших музикантів з багатьох країн світу, політичних та державних діячів, концерт у Паризькій мерії для спадкоємців королівської родини, концерт для президентів Франції та України в Маріїнському палаці, участь у концерті Саміту президентів країн Центральної та Східної Європи, сольний концерт у супроводі симфонічного оркестру в Національній філармонії. Указом Президента України йому присвоєно звання Народний артист України. Тарас Баран був представником від України Світової асоціації цимбалістів (Cimbalom World Association), учасник гала-концертів у Празі, Кишиневі, Будапешті. Організатор і натхненник 6-го Міжнародного науково-практичного конґресу цимбалістів в Україні. Як соліст-цимбаліст багато гастролював в Україні та в країнах Європи з симфонічними оркестрами Львова та Ольштина (Польща).
Артист поєднував велику концертну, виконавсько-пропагандистську активність з науковою роботою. Тарас Баран був провідним дослідником-науковцем та методистом у галузі цимбального мистецтва. Він кандидат мистецтвознавства, видав монографію у чотирьох мовах «Світ цимбалів», що є першим широкомасштабним дослідженням такого типу у світовій практиці. Підтвердженням його співпраці з українськими композиторами стала збірка творів з репертуару музиканта «Цимбаліст Тарас Баран». Підсумком і квінтесенцією виконавського доробку та методично-дослідницьких пошуків митця є виданий підручник для навчальних закладів І-IV рівнів акредитації — «Цимбали та музичний професіоналізм».
Активно концертуючий музикант-віртуоз, удостоєний Ваґнерівської стипендії у Німеччині, що є однією з найпрестижніших відзнак для митців у світі. Міжнародне журі в Угорщині відзначило його як найвизначнішого виконавця-інструменталіста своєю нагородою «Інтер-Ліра». За участь з сольними концертами в Міжнародних фестивалях музичного мистецтва «Віртуози» у Львові він є номінантом «Найкращий представник року в галузі культури і мистецтва — музикант».
На основі власних досліджень він виготовляє вдосконалені зразки цимбалів (впроваджуючи їх у виробництво на Львівській фабриці музичних інструментів «Трембіта»), що є новим словом у музичному інструментобудуванні. Новизна полягає у надзвичайно яскравій тембровій палітрі звучання при використанні акустичних порід деревини та високоякісних сплавів металу. Це дало можливість досягнути легкості інструмента (до 34 кг у бунті по три та дві струни) при збереженні повного діапазону С-а3, або зменшеного (25 кг) з діапазоном Е-е3. Новітній зразок цимбалів з розширеним діапазоном А₁ — а3 вагою 36 кілограмів. Ним створений новий зразок білоруських цимбалів з розширеним діапазоном с-h3 (концертні білоруські цимбали мають діапазон g-h3).Також виготовлено цимбали системи «Шунда» з розширеним діапазоном А₁ — а3 вагою 50 кілограмів (у бунті по чотири та три струни). П'ять різновидів концертних цимбалів рекомендовані для використання як у шкільництві так і високопрофесійними музикантами у концертно-виконавській діяльності.

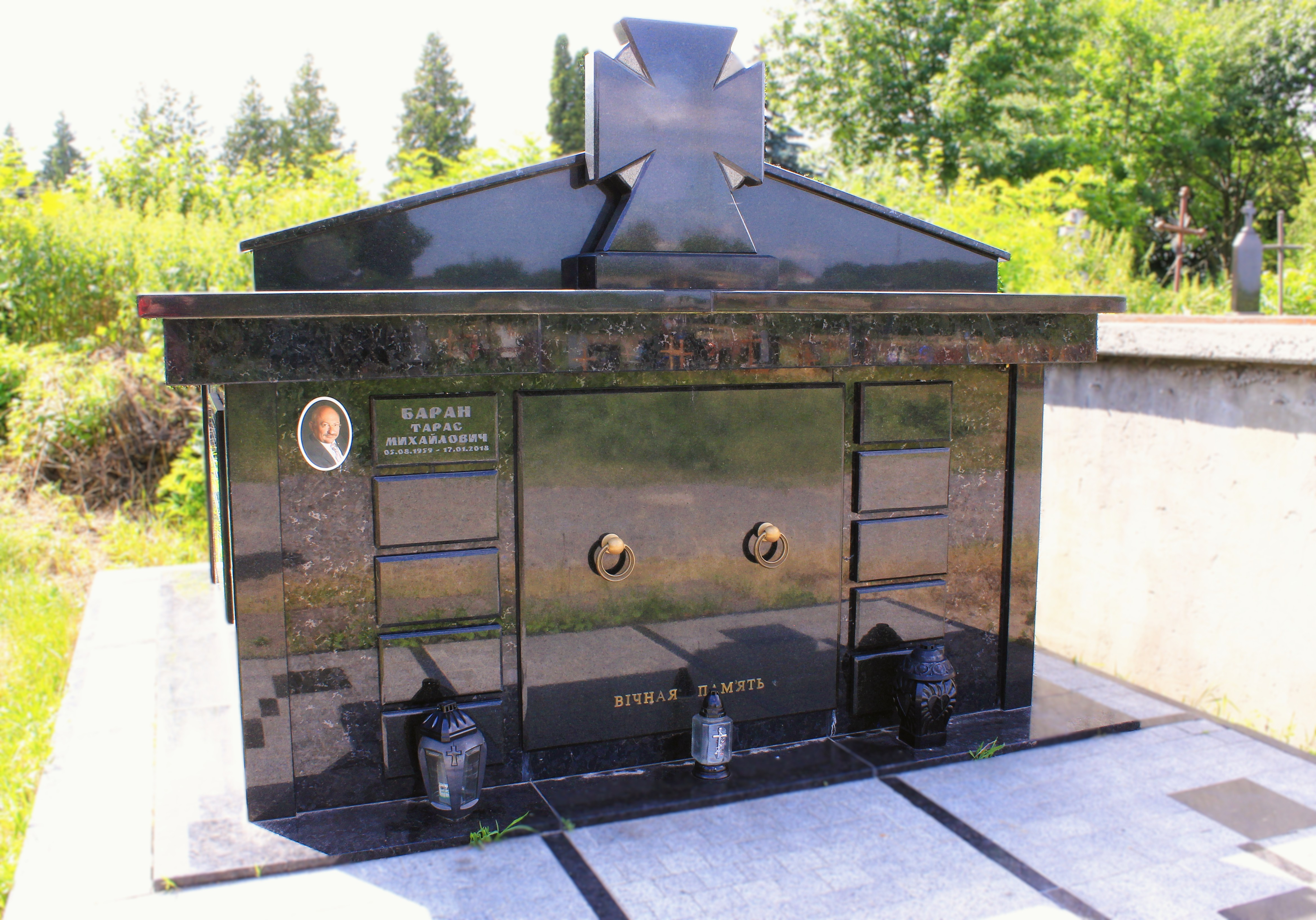
Гробниця родини Баран.

Похований на Лисиницькому цвинтарі (с. Лисиничі, Львівська громада).

## Праці
- Баран Т. — Світ Цимбалів — Л.1999 — ISBN 5-7773-0425-7
- Цимбаліст — Тарас Баран — Л. 2001 ISBN 966-559-235-1